# 小野不由美
小野不由美（日语：／ Ono Fuyumi，1960年12月24日—）是一位日本的作家。於大分縣中津市出生，大谷大学文学部佛教学科畢業，在學時曾加入「京都大學推理小說研究會」。她的丈夫是推理作家綾辻行人，並是該研究會的前輩。
代表作有已被動畫化的《惡靈系列》、《十二國記系列》、《屍鬼》。

## 簡歷
- 1988年 - 講談社X文庫（Teen's Heart 少年心）的（生日前夕不能入眠）出版。
- 1993年 - 《東京異聞》成為了第5屆日本幻想小說大賞的最終候補作。
- 1998年 - 用了3500張原稿紙的大作《屍鬼》打入暢銷書龍虎榜。
- 2002年 - 《十二国记》動畫化。
- 2003年 - 被日本Yahoo!用戶選為2003年度最佳懸疑小說作家第6位。
- 2003年 - 2004年本格最佳懸疑小說作家（原書房）7位。
- 2006年 - 《惡靈系列》動畫化。
- 2010年 - 《屍鬼》動畫化。

## 其他
由於《十二国记》世界裡的人物對國王尊稱為「主上」，不少支持者都叫她作“小野主上”。

## 文學賞受賞、候補歷
- 1993年 《東京異聞》第5回日本奇幻小說大賞最終候補
- 1999年 《屍鬼》第12回山本周五郎賞、第19回日本SF大賞、第52回日本推理作家協會賞（長編部門）候補
- 2002年 《黑祠之島》第2回本格推理大賞最終候補
- 2003年 《古屋的秘密》第4回本格推理大賞最終候補
- 2013年 《殘穢》第26回山本周五郎賞受賞

## 作品列表

### 十二國記系列
- 魔性之子（魔性の子，1991年9月 新潮文庫／2004年4月 尖端／2014年10月 尖端）——十二國記系列的序章
- 月之影 影之海（月の影 影の海，1992年6月 講談社X文庫White Heart／2004年1月 尖端／2014年8月 尖端）
- 風之海 迷宮之岸（風の海 迷宮の岸，1993年3月 講談社X文庫White Heart／2004年5月 尖端／2014年12月 尖端）
- 東之海神 西之滄海（東の海神 西の滄海，1994年6月 講談社X文庫White Heart／2004年7月 尖端／2015年2月 尖端）
- 風之萬里 黎明之空（風の万里 黎明の空，1994年8月 講談社X文庫White Heart／2004年8月 尖端／2015年4月 尖端）
- 圖南之翼（図南の翼，1996年2月 講談社X文庫White Heart／2005年1月 尖端／2015年8月 尖端）
- 漂舶（1997年6月）——「廣播劇CD 東之海神 西之滄海」附錄
- 黃昏之岸 曉之天（黄昏の岸 暁の天，2001年5月 講談社X文庫White Heart／2005年2月 尖端）
- 華胥之幽夢（華胥の幽夢，2001年9月 講談社X文庫White Heart／2005年3月 尖端）
  - 收錄作品：華胥／冬榮（冬栄）／書簡／歸山（帰山）／乘月（乗月）
- 丕緒之鳥（丕緒の鳥，2013年6月 新潮文庫／2015年6月 尖端）
  - 收錄作品：丕緒之鳥（丕緒の鳥）／落照之獄（落照の獄）／青條之蘭（青条の蘭）／風信
- 白銀之墟 玄之月（2020年2月 尖端）
  - 收錄作品：卷一~卷四

### 惡靈系列
《惡靈系列》（悪霊シリーズ）是小野不由美的恐怖小說，1989年至1992年由講談社X文庫Teens Heart出版，共七集。後來1994年講談社X文庫White Heart出版的《惡夢棲息的家》（悪夢の棲む家）設定上為惡靈系列的續作，冠名為《Ghost Hunt》（ゴーストハント）。但作者隨後就宣佈停筆，而中斷的理由是「GH系列和前作惡靈系列是和讀者期盼不同的故事」、「無法寫出讀者期盼的故事」。1996年首次以《Ghost Hunt》的名義改編為廣播劇，其後1998年漫畫化、2006年動畫化、2010年至2011年的小說新裝版都沿用此系列名稱。小說新裝版目前出版七集。
- 滿是惡靈!?（悪霊がいっぱい!?，1989年7月 講談社X文庫Teens Heart）→舊校舍怪談（旧校舎怪談，2010年11月 Media Factory／2013年5月 尖端）
- 真的滿是惡靈!（悪霊がホントにいっぱい!，1989年11月 講談社X文庫Teens Heart）→人偶的牢籠（人形の檻，2011年1月 Media Factory／2013年8月 尖端）
- 滿是惡靈睡不著（悪霊がいっぱいで眠れない，1990年3月 講談社X文庫Teens Heart）→少女的祈禱（乙女ノ祈リ，2011年3月 Media Factory／2013年11月 尖端）
- 惡靈孤身一人（悪霊はひとりぼっち，1990年9月 講談社X文庫Teens Heart）→死靈遊戲（死霊遊戯，2011年5月 Media Factory／2015年6月 尖端）
- 不想成為惡靈!（悪霊になりたくない!，1991年3月 講談社X文庫Teens Heart）→鮮血迷宮（鮮血の迷宮，2011年7月 Media Factory／2015年12月 尖端）
- 別叫我惡靈（悪霊とよばないで，1991年10月 講談社X文庫Teens Heart）→來自大海之物（海からくるもの，2011年9月 Media Factory／2017年6月 尖端）
- 即使惡靈也沒關係!（悪霊だってヘイキ!，1992年9月 講談社X文庫Teens Heart）→打開門扉（扉を開けて，2011年11月 Media Factory／2020年4月 尖端）
- 惡夢棲息的家（悪夢の棲む家，1994年3月 講談社X文庫White Heart）

### 非系列
- 生日前夕不能入眠（バースデー・イブは眠れない，1988年9月 講談社X文庫Teens Heart）
  - 梅菲斯特和華爾茲! （メフィストとワルツ!，1988年12月 講談社X文庫Teens Heart）——《生日前夕不能入眠》的續篇
- 惡靈什麼的不可怕（悪霊なんかこわくない，1988年12月 講談社X文庫Teens Heart）
- 被詛咒的17歲（呪われた17歳，1990年7月 朝日Sonorama Pumpkin文庫）
  - 越過十七歲的春天（過ぎる十七の春，1995年3月 講談社X文庫White Heart／2009年1月、5月 原動力文化）——改編自《被詛咒的17歲》
- 綠家的亡靈們（グリーンホームの亡霊たち，1990年11月 朝日Sonorama Pumpkin文庫）
  - 我綠色的家 Home Green Home（緑の我が家 Home、Green Home，1997年6月 講談社X文庫White Heart）——改編自《綠家的亡靈們》
- 倫敦1888（1993年10月『Logout』10月號）——收錄於選集「架空幻想都市〈上〉」 (Logout冒險文庫)
- 東京異聞（東亰異聞，1994年4月 新潮社／2006年7月 獨步文化）
- 屍鬼（1998年9月 新潮社／2011年3月 尖端 1~5套書）
- 黑祠之島（黒祠の島，2001年2月 祥伝社／2005年3月 尖端）
- 古屋的祕密（くらのかみ，2003年7月 講談社／2005年5月 麥田）
- 鬼談百景（2012年7月 Media Factory／2014年4月 獨步文化 ）
- 殘穢（残穢，2012年7月 新潮社／2014年4月 獨步文化）
- 營繕師異譚（営繕かるかや怪異譚，2014年12月 KADOKAWA／2016年8月 獨步文化）
  - 收錄作品：自內庭（奥庭より）／在閣樓（屋根裏に）／雨之鈴（雨の鈴）／異形人（異形のひと）／滿潮井（潮満ちの井戸）／籠牢外（檻の外）

## 媒體化作品

### 漫畫
- Ghost Hunt（ゴーストハント，1998年 －1999年 講談社「Amie」、「Nakayoshi」，繪畫：稻田詩穗 ）
- 我綠色的家 （緑の我が家，1999年 角川書店，繪畫：岸田敦子）
- 東京異聞（東亰異聞，2002年 幻冬舎「Comic Birz」，繪畫：梶原二希）
- 黑祠之島（黒祠の島，2005年 - 2006年 幻冬舎，繪畫：山本小鐵子）
- 越過十七歲的春天（過ぎる十七の春，2007年 - 2008年 幻冬舎，繪畫：山本小鐵子）
- 屍鬼（屍鬼，2007年 集英社「Jump Square」，繪畫：藤崎龍）

### 動畫
- 十二國記 （十二国記，2002年 NHK）
- Ghost Hunt （ゴーストハント，2006年 東京電視台）
- 屍鬼 （屍鬼，2010年 富士電視台「noitaminA」）

### 電影
- 殘穢 -不能住的房間-（残穢 -住んではいけない部屋-，2016年1月30日）
  - 劇本：鈴木謙一／導演：中村義洋／演出：竹內結子、橋本愛

### 舞台劇
- 東之海神 西之滄海（東の海神 西の海神，1997・2000年 Tinkerbell劇團）
- 東京異聞（東亰異聞，2004年 Tinkerbell劇團）

### 廣播劇
- 惡靈狩獵〜Ghost Hunt（悪霊狩り〜ゴーストハント，1997年 Radio Nippon「宮村優子的直球去吧！」内播放）
  - 劇本：會川昇／演出：宮村優子、岡野浩介、松本保典、三木眞一郎、山口勝平、新山志保、金井美香、小杉十郎太

### CD
- 魔性之子（魔性の子，1997年 Kitty MME）
  - 劇本：相良敦子／導演：斯波重治／演出：伊崎充則、平田康之
- 東之海神 西之滄海（東の海神 西の滄海，1997年 講談社）
  - 劇本：渡邊麻實／演出：山口勝平、梁田清之、石田彰、松本保典、子安武人、關智一、三木真一郎、折笠愛

### 遊戲
- 十二國記 Online（十二国記 オンライン，2003年 Asmik Ace，網絡遊戲）
- 十二國記 -紅蓮之標 黃塵之路-（十二国記 -紅蓮の標 黄塵の路-，2003年 Konami，PlayStation 2）
- 十二國記 -顯赫王道 紅綠羽化（十二国記 -赫々たる王道 紅緑の羽化，2004年 Konami，PlayStation 2）

## 外部連結
- （日語） 講談社BOOK倶楽部：小野不由美的異世界幻想『十二国記』
- （日語） NHK動畫：十二国記
- （日語） 動畫「十二国記」公式
- （日語） ほぼ日刊イトイ新聞：担当編集者は知っている。 （页面存档备份，存于）
- （日語） Yahoo!JAPAN：ユーザーが選ぶ2003年ベストミステリー
- （日語） 東京創元社：2000年推薦 （页面存档备份，存于）